# Roger Lloyd-Pack
Roger Lloyd-Pack (født 8. februar 1944 - død 16. januar 2014) var en engelsk skuespiller. Han var bedst kendt for sin rolle som Barty Crouch Sr. i Harry Potter og Flammernes Pokal fra (2005).